# Пирамидальное число
Пирамидальное число — пространственная разновидность фигурных чисел, представляющее пирамиду с многоугольным основанием и заданным числом треугольных боковых сторон. Уже античные математики исследовали тетраэдральные и квадратные пирамидальные числа, для которых в основании лежат правильный треугольник и квадрат соответственно. Несложно определить числа, связанные с пирамидами, в основании которых лежит любой другой многоугольник, например:

Геометрическое представление квадратного пирамидального числа:.

- Пятиугольное пирамидальное число[англ.].
- Шестиугольное пирамидальное число[англ.].
- Семиугольное пирамидальное число[англ.].

## Определение
Пирамидальные числа определяются следующим образом.
| {\displaystyle n}-е по порядку {\displaystyle k}-угольное пирамидальное число {\displaystyle \Pi _{n}^{(k)}} есть сумма первых {\displaystyle n} плоских фигурных чисел {\displaystyle P_{n}^{(k)}} с тем же числом углов {\displaystyle k}: {\displaystyle \Pi _{n}^{(k)}=P_{1}^{(k)}+P_{2}^{(k)}+P_{3}^{(k)}+\dots +P_{n}^{(k)}} |

Геометрически пирамидальное число {\displaystyle \Pi _{n}^{(k)}} можно представить как пирамиду из {\displaystyle n} слоёв (см. рисунок), каждый из которых содержит от 1 (верхний слой) до {\displaystyle P_{n}^{(k)}} (нижний) шаров.
По индукции нетрудно доказать общую формулу для пирамидального числа, известную ещё Архимеду:
| {\displaystyle \Pi _{n}^{(k)}={\frac {n(n+1)((k-2)n-k+5)}{6}}} | (ОПФ) |
Правую часть этой формулы можно также выразить через плоские многоугольные числа:
{\displaystyle \Pi _{n}^{(k)}={\frac {(k-2)n-k+5}{3}}P_{n}^{(3)}={\frac {n+1}{6}}(2P_{n}^{(k)}+n)}